# Cerbonio de Populonia
San Cerbonio fue obispo de Populonia durante las invasiones bárbaras. San Gregorio Magno lo alaba en el Libro XI de sus Diálogos.

## Tradiciones y leyendas
Cerbonio era un nativo del norte de África que era hijo de padres cristianos. Fue ordenado sacerdote por San Regolo. Debido a la persecución de los vándalos arrianos en el norte de África, la comunidad cristiana local se dispersó, y junto con Regulus, Félix y algunos sacerdotes, Cerbonius escapó a Italia, y después de una tormenta en el mar, aterrizaron en Toscana, donde vivían como ermitaños. Durante la guerra que se desarrolla en Italia entre las fuerzas bizantinas y góticas, Regulus fue encarcelado y decapitado por los godos después de haber sido acusado de ayudar a los bizantinos.
Después de la muerte del obispo de Populonia, San Fiorenzo, los ciudadanos y clérigos pidieron que Cerbonio sirviera como su obispo. Sin embargo, los ciudadanos pronto se frustraron con él, ya que Cerbonio se levantaba todos los domingos al amanecer y celebraba la misa en lugar de hacerlo a la hora normal. La gente se quejó al Papa Vigilio. Vigilio, al oír lo que el santo había hecho, se enfureció y envió legados a Piombino para que trajeran al obispo a Roma. Encontraron a Cerbonio desayunando y lo acusaron de herejía, creyendo que estaba comiendo antes de realizar la misa, cuando en realidad ya había realizado el servicio.
Lo trajeron de vuelta a Roma. Durante el camino, curó a tres hombres que sufrían de fiebre y domó a algunos gansos salvajes haciendo la señal de la cruz sobre ellos, lo que explica este atributo en particular. Los gansos lo acompañaron a San Pedro y volaron después de que Cerbonio hizo la señal de la cruz sobre ellos otra vez.
En Roma, a la mañana siguiente, al amanecer, Cerbonio entró en la cámara del Papa y lo despertó de la cama. Entonces le preguntó al Papa si no oía cantar a los ángeles; Vigilio respondió que sí había oído algo parecido. Cerbonio fue a decir misa y Vigilio le dio permiso para decir su misa a cualquier hora de la mañana que le agradara, y lo envió de vuelta a Piombino.
Por ocultar a varios soldados romanos, Totila, rey de los ostrogodos, le ordenó que lo matara un oso salvaje durante la invasión de Totila a la Toscana. Sin embargo, el oso permaneció petrificado ante Cerbonio. Se paró sobre dos patas y abrió sus mandíbulas de par en par. Luego, cayó de espaldas sobre sus patas y lamió los pies del santo. Totila exilió a Cerbonio, a la isla de Elba.
Alrededor del año 575 d. C., ahora viejo y enfermo, Cerbonio rogó ser enterrado en Populonia. Sin embargo, pidió que los que lo enterraban regresaran inmediatamente a Elba. Sus amigos le obedecieron. El barco que transportaba su cuerpo se topó con una fuerte tormenta, pero llegó a salvo a Populonia. Cerbonio fue enterrado y sus seguidores regresaron rápidamente a Elba.

## Veneración
En Baratti hay una fuente y una capilla dedicada a San Cerbonio. Un proverbio local dice: Chi non beve a San Cerbone - è un ladro o un birbone ("Quien no bebe de la fuente de San Cerbonio - es un ladrón o un granuja").
La catedral de la Massa Marittima, del siglo XIII, contiene una pila bautismal (1267 con una portada de 1447) y un relicario gótico (1324) de San Cerbonio, a quien está dedicada.